# 宮野さおり
宮野 さおり（みやの さおり、1974年1月16日 -  - ）は、日本のフリーアナウンサー、元エフエム秋田のアナウンサー。宮城県仙台市出身。

## 人物
エフエム秋田時代に担当していた『Oki Doki Lady』では、同じく元エフエム秋田アナウンサーの石川文子とコンビを組み、女性をターゲットとしたラジオ番組を作り上げた。石川が自主卒業した後も番組を続けていたが、自身の結婚・妊娠のために同番組の放送を終了。2年後に現在の『あ、ぷれんずんつチャット』（通称およびラジオ欄では『ぷれちゃ？』）で同じコンビで出演。
秋田県内での活動が主であるが、稀に東北地方のCMでナレーションを担当することがある。

## 担当番組
太字表示の番組は、出演中。
- Oki Doki Lady （エフエム秋田）
- ABSワイドゆう（秋田放送テレビ、月曜インフォメーションコーナー担当）
- あ、ぷれんずんつチャット（エフエム秋田、火曜 18:00 - 18:53）
- ニコット（エフエム秋田、パーソナリティ）
- 秋田労働局 ミニインフォメーション（エフエム秋田、水曜 17:55 - 18:00）
- さらさ☆福祉ラジオ（エフエム秋田、火曜14:40 - 14:50）
- 秋田銀行 presents クラシックの扉（エフエム秋田、日曜 8:00 - 8:30 2020年10月 - ）
- nicesプレゼンツ・旬菜きっちん'（秋田放送・MC）

## その他の活動
- 秋田県選挙管理委員会（キャラクターナレーション）